# Die italienische Reise von Johann Wolfgang von Goethe
Die italienische Reise von Johann Wolfgang von Goethe ist ein Dokumentarfilm des DEFA-Studios für Dokumentarfilme von Werner Kohlert aus dem Jahr 1982 auf der Basis von Goethes Werk Italienische Reise.

## Handlung
Im September 1786 fährt Johann Wolfgang von Goethe nach Italien, ohne dass seine Freunde und Bekannten davon wissen. Ja, manchmal wollte er sich das selbst noch nicht einmal eingestehen. Nach Weimar schrieb er nur noch, er würde bald zurückkommen, nicht ahnend, dass es zwei Jahre währen würde. Die Fahrt ist eine Flucht vor den Verantwortungen und dem ständigen Einerlei, was seine Regierungsaufgaben in Weimar, aber auch das ungeklärte Verhältnis zu Charlotte von Stein nach sich zogen. Er ist ausgebrannt und kann sich nicht mehr auf die Schreiberei seiner Bücher konzentrieren, seine poetische Produktivität versiegte. Zu dieser Zeit leben etwa 80 deutsche Künstler unter den 150.000 Einwohnern Roms. In der Via Condotti, im Antico Caffè Greco, in der Nähe der Spanischen Treppe treffen sie sich alle. Nicht weit von hier, in der Via del Corso 18 wohnt Goethe als Maler Möller aus Leipzig. Bei den Zusammenkünften ist auch fast immer der Maler Johann Heinrich Wilhelm Tischbein zugegen, der immer wieder Skizzen davon zeichnet. Auch gibt er zu verstehen, dass er gern ein Porträt von Goethe malen würde und als es fertig ist, bemängelt Goethe nur, dass es für die nordischen Wohnungen einfach zu groß gelungen ist.
Nach einer geraumen Zeit löst sich seine schon pathologische Verstimmung. Jetzt ist es an der Zeit, die Jahrzehnte liegengebliebenen Manuskripte seiner nicht beendeten Werke, wieder hervorzuholen. Der Egmont wird beendet, die Iphigenie auf Tauris ist bereits fortgeschritten und an Urfaust und Torquato Tasso wird gearbeitet und er zeichnet wieder unendlich viel. Er ist in dieser Zeit so glücklich, dass er der Meinung ist, wirklich für die Dichtkunst geboren zu sein und alle Welt soll sich mit ihm freuen. Goethe zieht es zum Kloster Sant’Onofrio al Gianicolo, wo Tasso begraben liegt, um mit diesen Bilder seinen Geist zu nähren und zu stärken, wie er schreibt. Er kommt zu der Feststellung, dass sich an das Forum Romanum die Geschichte der ganzen Welt anknüpft. Dann führt ihn sein Weg auch noch zu den zerstörten Grabstätten der Via Appia. Er besucht Neapel und fährt mit Tischbein nach Pompeji und besteigt dort den Vesuv.
Im Oktober 1813 erreichen die Befreiungskriege Weimar, was Goethe veranlasst in die eigene Vergangenheit, in Gedanken zurück nach Italien, zu flüchten. Dreißig Jahre nach diesen Erlebnissen stellt er aus Tagebüchern, Briefen, Berichten, mit Hilfe seiner Freunde und eigener Erinnerung ein Buch zusammen, welches unter dem Titel Aus meinem Leben veröffentlicht wird.

## Produktion und Veröffentlichung
Die italienische Reise von Johann Wolfgang von Goethe wurde von der Gruppe dokument unter den Arbeitstiteln Goethe in Italien und Goethes italienische Reise auf ORWO-Color gedreht und hatte am 19. März 1982 seine Erstaufführung. Die Erstausstrahlung im 1. Programm des Fernsehens der DDR erfolgte am 26. August 1984.
Die Dramaturgie lag in den Händen von Annerose Richter. Prolog und Epilog lagen Texte von Walter Benjamin zugrunde.

## Kritik
Horst Knietzsch schrieb im Neuen Deutschland über den Regisseur Werner Kohlert:

„Als er in Sachen Schinkel wenige Tage vor Ort in Italien war, hat er sich auch lobenswerterweise auf die Spuren Goethes und seiner italienischen Reise begeben. Mit impressionistischer Bildhaftigkeit werden einige Stationen und Stätten vorgeführt, die mit dem Namen des Dichters verbunden sind, werden Gedanken Goethes reflektiert. Und wenn wir für Sekunden die mit Autos verstopften Straßen italienischer Städte vergessen, dann lassen sich auch die Zeugnisse einer großen Kultur in Rom oder in Pompeji genießen.“